# 最勝寺 (埼玉県越生町)
最勝寺（さいしょうじ）は、埼玉県入間郡越生町にある真言宗智山派の寺院。

## 歴史
1193年（建久4年）、源頼朝の開基である。頼朝は武蔵国比企郡西平村（現・埼玉県比企郡ときがわ町）の慈光寺に向かう途中、頼朝が乗っていた馬が立ち止まった。家臣の児玉雲太夫に命じて周辺を探させると稲荷神の祠を発見した。頼朝は稲荷神の神意を感じ、当地を雲太夫の所領とし、寺を創建させた。
その後、天文年間（1532年 - 1555年）の戦火で、門と大御堂を除く伽藍が焼失した。1923年（大正12年）に隆全によって中興された。
境内には、戦国時代に関東地方で活動した医師田代三喜の顕彰碑がある。

## 交通アクセス
- 路線バス弘法山下停留所より徒歩28分。